# Трагедія на стадіоні «Канджурухан»
Трагедія на стадіоні «Канджурухан» сталась 1 жовтня 2022 в індонезійському місті Маланг. Після закінчення футбольного матчу «Арема» — «Персебая» почалися заворушення між вболівальниками та поліцією із застосуванням сльозогінного газу. Внаслідок тисняви та задухи загинуло щонайменше 174 особи.
Трагедія сталась після матчу 11 туру чемпіонату Індонезії по футболу. На стадіоні в Маланзі місцева «Арема» зустрічалась з «Персебаєю» з Сурабаї. Принципове регіональне дербі привернуло неабияку увагу вболівальників, і замість 38 тисяч людей, що вміщує стадіон, на грі було близько 42 тисяч глядачів. Гра закінчилась з рахунком 2:3 на користь гостей. Незадоволені вболівальники вибігли на футбольне поле, де зустріли опір поліції та служби безпеки. Глядачі жбурляли в поліцію різними предметами, а ті своєю чергою використовували гумові палиці та сльозогінний газ. У натовпі почались паніка й тиснява, багато вболівальників непритомніло. 34 людини загинули на стадіоні від задухи та тисняви. Понад 300 людей відправили до лікарень у критичному стані, багатьох з них не встигли врятувати. Загалом вмерло не менше 170 осіб, включаючи двох поліціянтів.
Після трагічних подій футбольна федерація Індонезії призупинила проведення чемпіонату на тиждень. Місцевий стадіон «Канджурухан» дискваліфікували до кінця сезону.
Трагедія в Індонезії стала однією з найбільших в історії світового футболу.